# Miki Nishimura
Miki Nishimura (jap. 西村 美紀, Nishimura Miki; * 14. April 1982) ist eine ehemalige japanische Mittelstreckenläuferin, die sich auf die 800-Meter-Distanz spezialisiert hat. 2004 wurde sie Hallenasienmeisterin über 800 Meter.

## Sportliche Laufbahn
Erste internationale Erfahrungen sammelte Miki Nishimura vermutlich im Jahr 1999, als sie bei den Jugendweltmeisterschaften in Bydgoszcz mit 2:11,81 min in der Vorrunde im 800-Meter-Lauf ausschied und mit der japanischen Sprintstaffel (1000 Meter) in 2:11,72 min den vierten Platz belegte. Im Jahr darauf schied sie bei den Juniorenweltmeisterschaften in Santiago de Chile mit 2:08,34 min im Halbfinale über 800 Meter aus und 2001 gewann sie bei den Ostasienspielen in Osaka in 2:03,43 min die Silbermedaille hinter der Chinesin Wang Yuanping. Anschließend belegte sie bei der Sommer-Universiade in Peking in 2:06,65 min den siebten Platz und 2003 schied sie bei den Studentenweltspielen in Daegu mit 2:03,23 min im Halbfinale aus. Im Jahr darauf siegte sie in 2:10,4 min bei den erstmals ausgetragenen Hallenasienmeisterschaften in Teheran und 2005 belegte sie bei den Ostasienspielen in Macau in 2:05,53 min den vierten Platz. 2010 bestritt sie ihren letzten offiziellen Wettkampf und beendete daraufhin ihre aktive sportliche Karriere im Alter von 28 Jahren.
2003 wurde Nishimura japanische Meisterin im 800-Meter-Lauf.

## Persönliche Bestleistungen
- 800 Meter: 2:02,10 min, 8. Juni 2003 in Yokohama
- 1500 Meter: 2:05,52 min, 1. März 2005 in Tianjin